# Stempelkaart

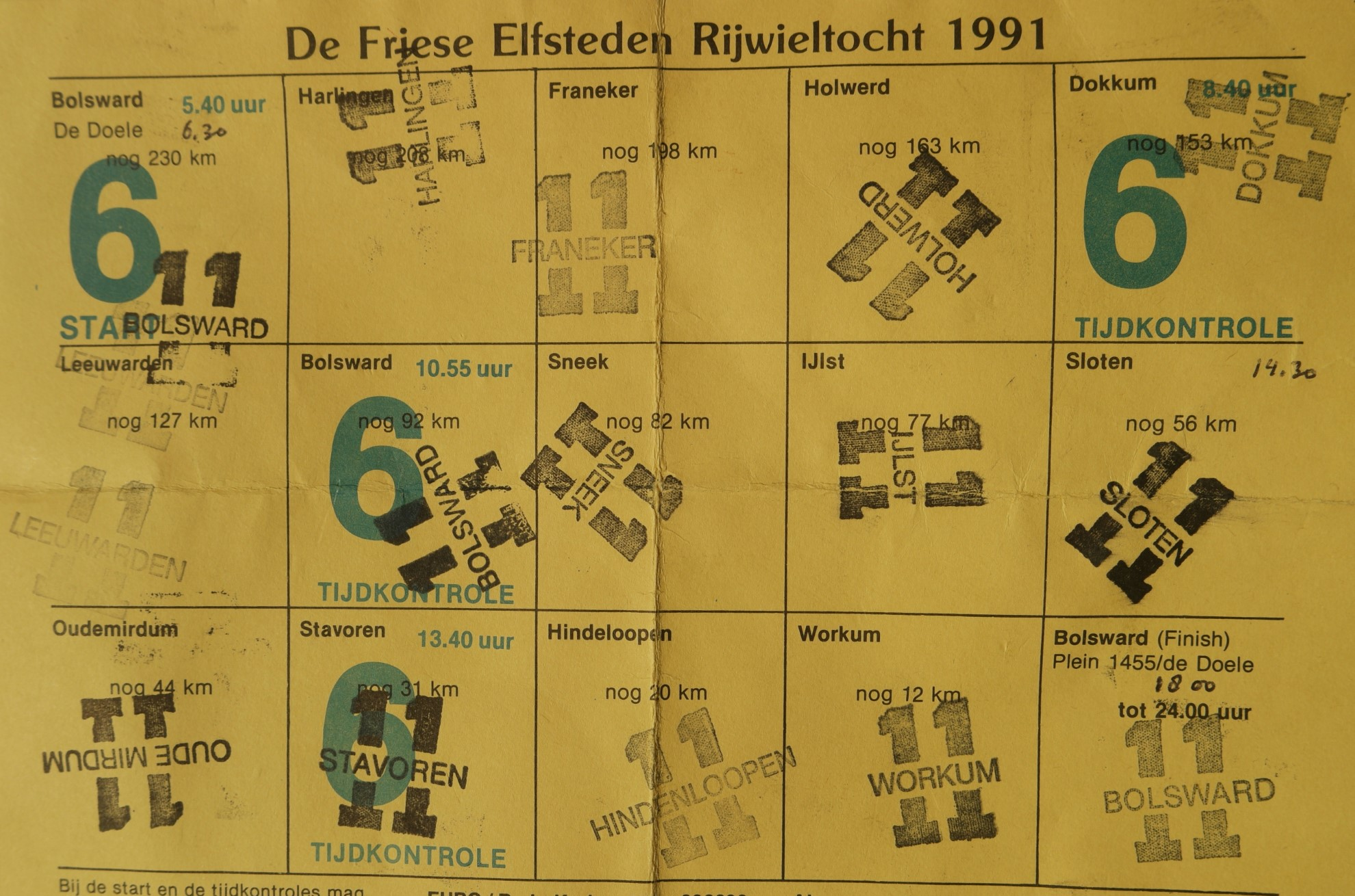
Stempelkaart/controlekaart van de Fietselfstedentocht. Het stempel bestaat uit de plaatsnaam in het getal 11.

Een stempelkaart is een papieren kaart met een vakindeling bestemd voor  geïnkte afdrukken, meestal gemaakt met een handstempel. De kaart kan worden gebruikt voor controle of sparen. 
Een stempelkaart kan als controlekaart worden gebruikt bij een tocht, zoals een schaatstocht, wandeltocht of fietstocht. Deelnemers moeten hun stempelkaart op bepaalde controlepunten (stempelposten) laten afstempelen. Na de finish kan men met een volle stempelkaart in aanmerking komen voor een medaille.

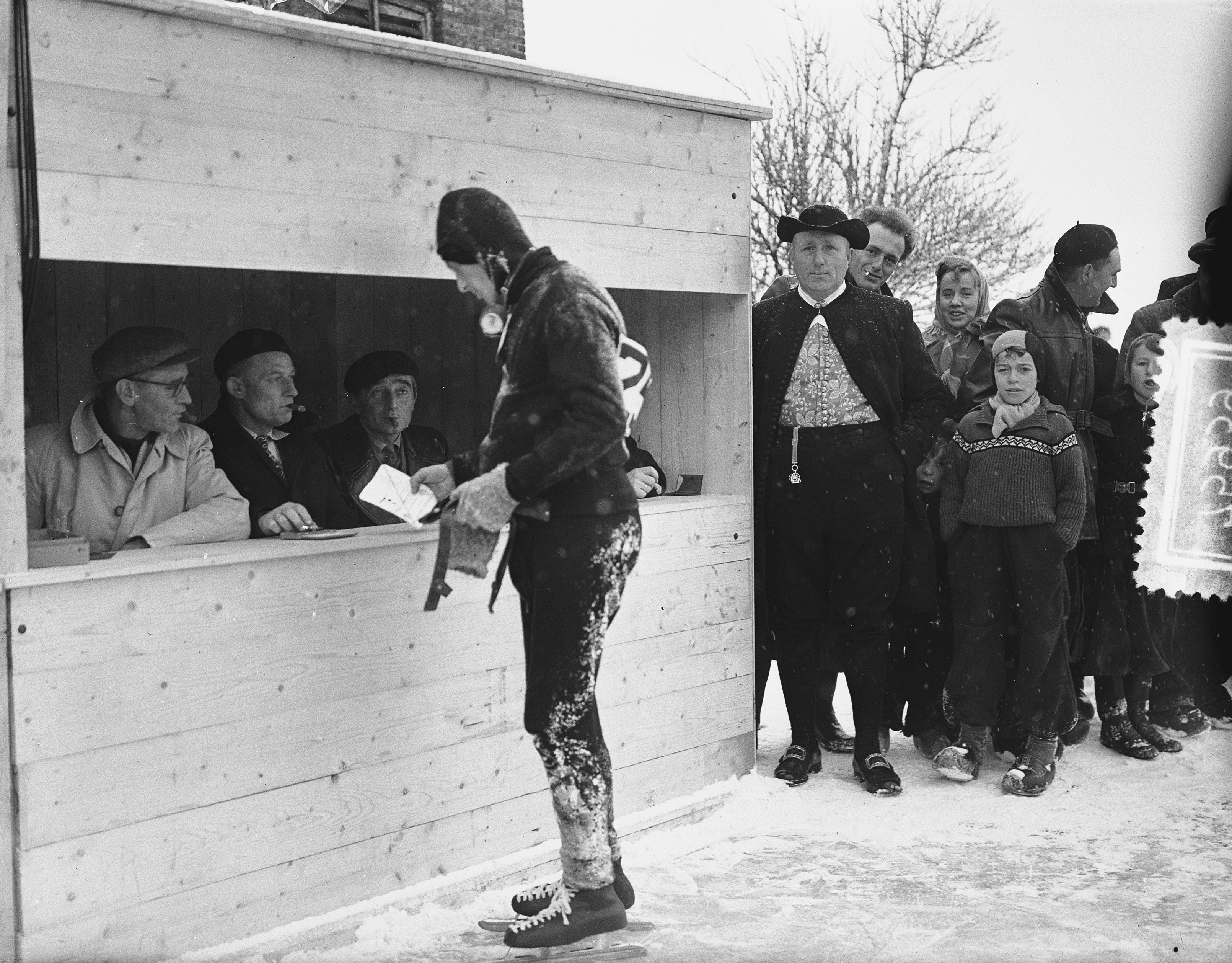
Een schaatser met een stempelkaart bij een stempelhokje voor controle in Hindeloopen. Elfstedentocht 1956.
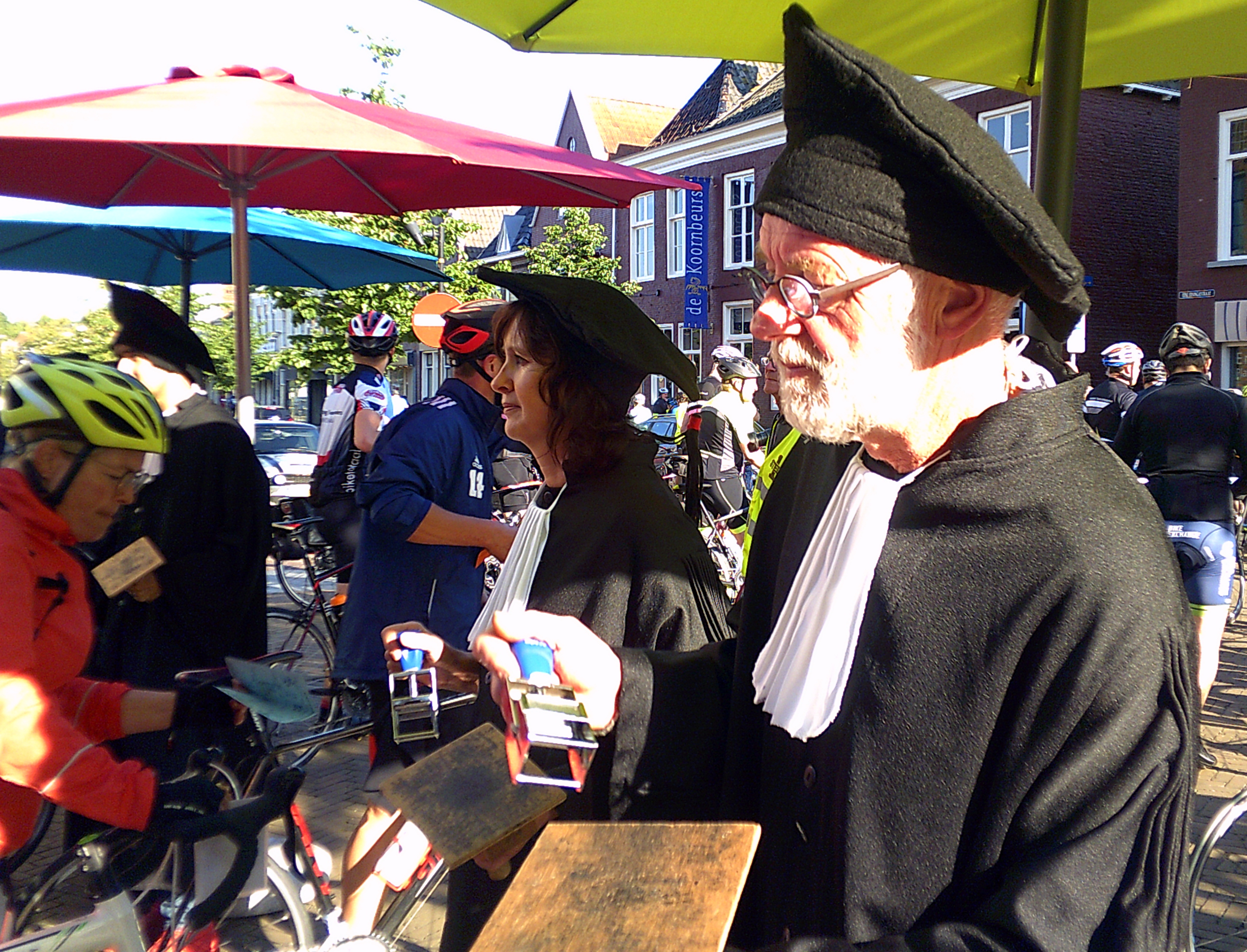
Een stempelpost van de Fietselfstedentocht.
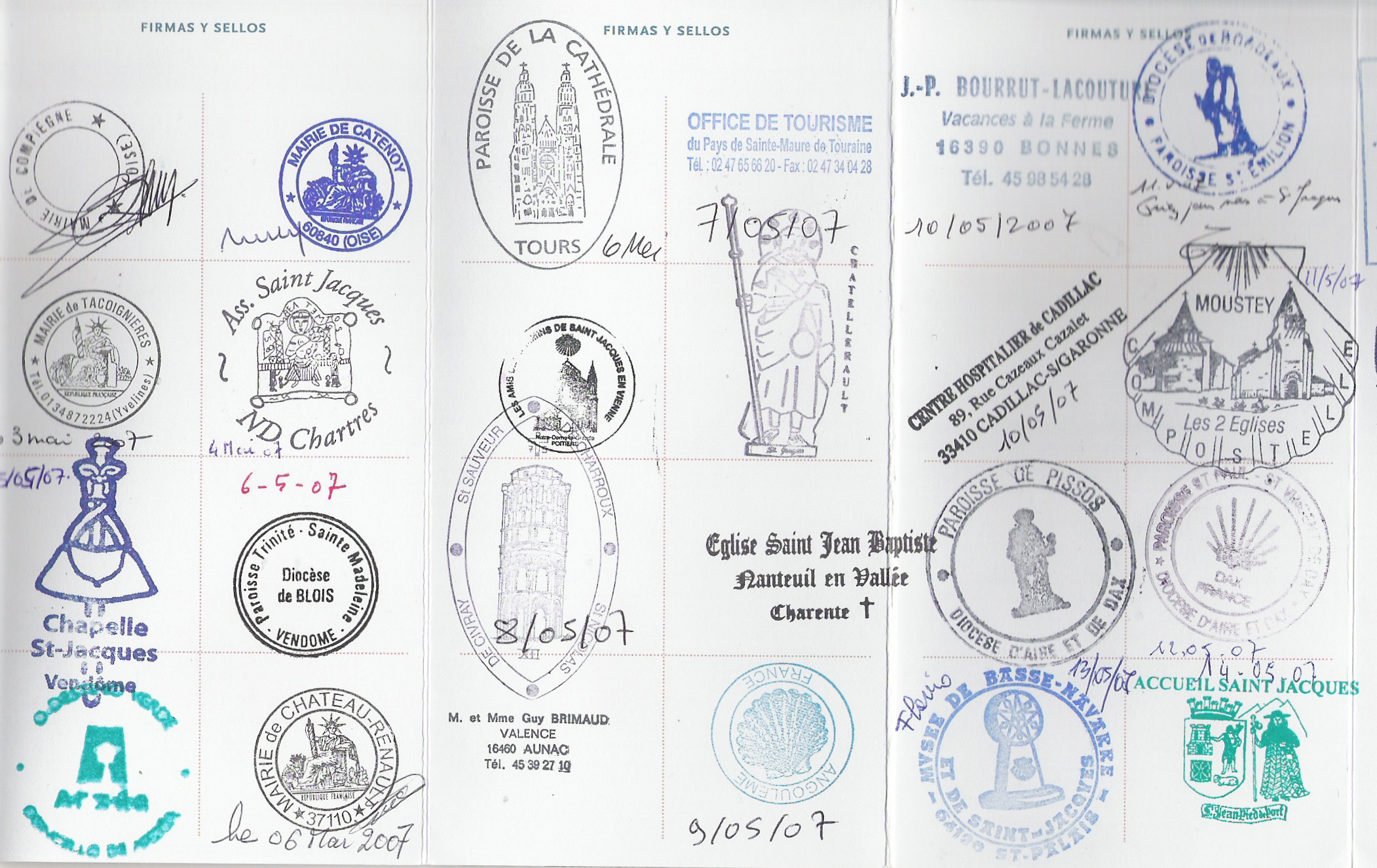
Stempelkaart van een wandelaar op de Pelgrimsroute naar Santiago de Compostella, met stempels van Franse stempelposten